# Castaños
Castaños är en ort i Mexiko.   Den ligger i kommunen Castaños och delstaten Coahuila, i den centrala delen av landet, 800 km norr om huvudstaden Mexico City. Castaños ligger 756 meter över havet och antalet invånare är 20 809.
Terrängen runt Castaños är varierad. Runt Castaños är det mycket glesbefolkat, med 7 invånare per kvadratkilometer. Närmaste större samhälle är Monclova, 13,1 km norr om Castaños. Omgivningarna runt Castaños är i huvudsak ett öppet busklandskap.